# Napoli Dogs
Der Spielfilm Napoli Dogs ist ein Doku-Drama aus dem Jahr 2006.

## Handlung
Der Film erzählt das Schicksal eines achtköpfigen Rudels von Straßenhunden. Im Mittelpunkt steht Bartolo, Collie-Mischling mit einem treuherzigen Blick. Er liebt die verrückte Stadt Neapel, deren Bewohner, aber vor allem die Freiheit, die er als Straßenhund hat. Dennoch sehnt er sich manchmal nach einer Familie und einem Platz in einem Haus, nach Streicheleinheiten und einer gefüllten Futterschüssel. So wie er es einst als Welpe hatte, bevor er die Schuhe seines Frauchens zerkaute und daraufhin von seinem Herrchen vor die Tür gesetzt wurde.
Doch Bartolo hatte Glück im Unglück. Er wurde von der allseits bekannten Hundebande, den Napoli Dogs, aufgenommen. Die Truppe bringt ihm bei, wie man im Großstadtdschungel Italiens überleben kann. Dabei hat jeder Hund seine Besonderheiten, um an Futter zu gelangen. Parthenope ist Meister im Ausleeren von Mülltonnen, Leopardi und Malocchio haben sich das Stibitzen zu eigen gemacht, die Hündin Chiara stellt sich auf ihre Hinterpfoten, um durch ihr putziges Auftreten die Menschen zu erweichen, und Bartolo gewinnt durch seinen vertrauensseligen Blick ihre Aufmerksamkeit. Gennaro, der älteste der Bande, hält sich meist im Hintergrund. Die anstrengenden Abenteuer quer durch die Stadt sind nichts mehr für ihn. Er ist der Erzähler in der Geschichte.

## Auszeichnungen
- Ausgezeichnet als beliebtester Film des Publikums beim EcoVision Film Festival in Palermo 2007.
- Beim Festival Internazionale Del Cinema di Salerno 2007 erhält der Film einen Preis in der Kategorie Sezione Informativi.